# Loi empirique
Une loi empirique est une loi ou une formule issue de faits expérimentaux, ou validée par l'expérience, mais dont on ne connaît pas de base théorique, ou qu'on ne peut pas relier à une base théorique simple. Ce type de loi, bien qu'empirique, peut cependant souvent alimenter l'élaboration d'une théorie.

## Exemples
Par exemple, la formule de Rydberg-Ritz pour le spectre de l'hydrogène était empirique puisqu'elle n'était pas démontrée, jusqu'au jour où Bohr arriva à démontrer cette formule en 1913 en utilisant la loi de quantification du moment cinétique qu'il a lui-même établie et qui était elle aussi empirique[réf. nécessaire]. 
L'énoncé du principe d'incertitude de Heisenberg dans les années 1920, montre les limites de la loi de Bohr et ouvre la voie qui a mené à la mécanique quantique. C'est cette branche de la physique qui, en définitive, finira par produire de manière rigoureuse la théorie de l'atome d'hydrogène.
En cristallographie, pour expliquer la diffraction des rayons X par un cristal, W.L. Bragg utilisa une loi empirique qui porte son nom : loi de Bragg. C'est la théorie du réseau réciproque qui viendra valider théoriquement la loi de Bragg.
Le potentiel de Lennard-Jones est la somme de deux potentiels : un potentiel attractif appelé interaction de Van der Waals et un potentiel répulsif de courte portée. Ce terme répulsif dans le potentiel de Lennard-Jones est empirique[réf. nécessaire].
La loi empirique est à la physique ce que la conjecture est aux mathématiques.